# Muraltia empetroides
Muraltia empetroides är en jungfrulinsväxtart som beskrevs av Chod.. Muraltia empetroides ingår i släktet Muraltia och familjen jungfrulinsväxter. Inga underarter finns listade i Catalogue of Life.